# Rivaldo
Rivaldo Vítor Borba Ferreira (Recife, 19 de abril de 1972) é um ex-futebolista brasileiro que atuava como meio-campista, amplamente reconhecido como um dos maiores da história do futebol brasileiro e mundial. Conhecido por sua versatilidade, inteligência tática e habilidade técnica, Rivaldo fez parte do grupo dos "4Rs", ao lado de Ronaldo, Romário e Ronaldinho Gaúcho, considerados os quatro maiores jogadores brasileiros das últimas décadas. Sua carreira internacionalmente reconhecida teve grandes momentos, especialmente no Barcelona, onde foi campeão espanhol em 1998 e 1999, viveu seu auge e foi eleito o melhor jogador do mundo pela FIFA em 1999. Foi também uma peça chave na conquista do pentacampeonato com a Seleção Brasileira na Copa do Mundo de 2002, realizada na Coreia do Sul e no Japão, onde se destacou com atuações decisivas.
Revelado pelo Santa Cruz, Rivaldo passou por diversos clubes ao longo de sua carreira, incluindo o Corinthians, onde ganhou destaque nacional, e o Palmeiras, onde tornou-se ídolo ao conquistar o Campeonato Brasileiro de 1994 e o Campeonato Paulista de 1996. Também teve uma passagem marcante pelo Deportivo La Coruña, sua porta de entrada no futebol europeu, onde atuou por apenas uma temporada, mas o suficiente para chamar a atenção do Barcelona. Além disso, passou por Milan, Cruzeiro, Olympiacos, AEK, entre outros. Após encerrar sua carreira em 2015, jogando pelo Mogi Mirim, continuou a ser reverenciado como um dos grandes ídolos do futebol brasileiro e mundial.
Embora não fosse um atacante de ofício, Rivaldo se destacou com frequência por sua capacidade de balançar as redes, graças à sua precisão em chutes de média e longa distância, cobranças de falta, voleios e até bicicletas. Sua altura (1,86m), excelente posicionamento e grande impulsão tornavam-o ainda mais perigoso nas jogadas aéreas. Apesar de sua aparente lentidão, possuía uma habilidade rara de se mover com agilidade, surpreendendo adversários com sua classe e visão de jogo.
Além das conquistas dentro de campo, Rivaldo também foi imortalizado no universo da cultura pop, sendo homenageado no anime Super Campeões como o personagem "Rivaul", o melhor jogador do FC Catalunha, inspirado em sua carreira no Barcelona. Em 2004, foi incluído por Pelé na lista dos 125 maiores jogadores vivos da FIFA, a FIFA 100, e também integrou o All-Star Team das Copas de 1998 e 2002, seleção dos melhores jogadores das edições do torneio.

## Carreira

### Início
Nascido no bairro da Encruzilhada, Recife, Pernambuco, assinou contrato profissional com o Santa Cruz aos dezenove anos, em 1991, depois de ter impressionado olheiros locais em um torneio pelo Paulistano, clube do município onde morava, Paulista, situado na região metropolitana da capital pernambucana. Ainda nas categorias de base, chegou a participar de algumas partidas no Campeonato Pernambucano de 1990 (marcando um gol), ajudando o Santa Cruz a conquistar o título. Após destacar-se com o Santa na Copa São Paulo de Juniores, em 1992 foi trocado por cinco jogadores com o Mogi Mirim e nem voltou a Pernambuco após o torneio. Foi para o clube do interior paulista juntamente com os colegas Válber e Leto.
No Sapão, participou com eles da conquista da Série A2 do Campeonato Paulista, na equipe que ficou conhecida como "Carrossel Caipira" e  e que continha também o zagueiro Capone. Mesmo ali, Rivaldo não era considerado a maior promessa, e sim Válber, embora já ali demonstrasse habilidade no então incomum posicionamento misto de meia e atacante.
Em meados de 1993, em que Rivaldo foi notícia também por um gol do meio de campo, o Corinthians conseguiu o empréstimo dele  e de outros jogadores-chave do Mogi: Válber, Leto e o ala Admílson.

### Corinthians e Palmeiras
No Corinthians foi mal no Rio-São Paulo de 1993, perdendo para um Palmeiras mesclado de reservas. No Brasileiro, contudo, Rivaldo não desapontou, marcando onze gols no torneio e ganhando a Bola de Prata da revista Placar como um dos melhores meio-campistas.
Não foi bem no Campeonato Paulista de 1994; o Timão acabou desistindo de contratá-lo em definitivo, após não conseguir reduzir seu preço. O Palmeiras, em parceria com a patrocinadora Parmalat, resolveu apostar nele e pagou 2,4 milhões de reais ao Mogi para tê-lo.
Chegou ao arquirrival para a disputa do Campeonato Brasileiro daquele ano, já após a Copa do Mundo FIFA de 1994. Estreou pelo Verdão no dia 14 de agosto, na goleada por 4–1 contra o Paraná, em jogo válido pelo Brasileirão. Rivaldo logo viveu grande fase, tendo sido vice artilheiro do campeonato com 14 gols e o grande maestro da conquista do oitavo título palmeirense no torneio. De quebra, vingou-se de seu ex-clube, contra quem a final foi disputada: marcou dois gols na vitória por 3–1, no primeiro jogo e, no jogo de volta, fez o gol de empate por 1–1 a dez minutos do fim da partida, acabando com as esperanças alvinegras de esboçar alguma reação. Agora como palmeirense, recebeu nova Bola de Prata seguida, desta vez como um dos melhores meias.
Ainda no Palmeiras, conquistou a Copa Euro-América (marcou um hat-trick na goleada por 6–1 sobre o Borussia Dortmund e o gol palmeirense no empate por 1–1 contra o Flamengo, sendo o artilheiro) e o Campeonato Paulista de 1996, em que o time teve excepcional poder ofensivo, ultrapassando 100 gols. No total pelo alviverde, o meia atuou em 128 partidas (81 vitórias, 26 empates e 21 derrotas) e marcou 69 gols.

### Deportivo La Coruña e Barcelona
Rivaldo tinha ido aos Jogos Olímpicos já como jogador do Deportivo La Coruña, para onde foi vendido após o título paulista. O meia-atacante chegou ao time da Galícia com a missão de substituir o ídolo local Bebeto, que havia ido para o Flamengo. Rivaldo teve uma ótima temporada, fazendo 21 gols, que ajudaram a conduzir o Depor ao terceiro lugar da La Liga de 1996–97.
Durante o Troféu Teresa Herrera, o Barcelona contactou Rivaldo disposto a pagar a sua cláusula de rescisão de contrato. O jogador alegou que estava feliz no La Coruña e pediu um salário três vezes superior ao inicialmente oferecido. O Barcelona aceitou a contraproposta, a negociação foi tornada pública e o brasileiro foi vaiado durante o jogo do Troféu Teresa Herrera contra o PSV Eindhoven.
Uma temporada depois, Rivaldo já era jogador Barcelona, chegando ao clube catalão para substituir desta vez ninguém menos que Ronaldo, que se transferira para a Internazionale. Os quase trinta milhões de dólares que o Barça pagou por ele seriam bem recompensados, com Rivaldo ganhando no clube o que seu "antecessor" não conseguira, o título da Liga Espanhola, que voltava aos blaugranas após três anos. Faturou ainda uma Copa do Rei, uma supercopa europeia e mais uma liga espanhola. Suas jogadas espetaculares e gols variados pelo Barcelona fizeram com que ele fosse eleito o Melhor Jogador do Mundo pela FIFA em dezembro de 1999.
Na semana seguinte ao prêmio, Rivaldo entrou em atrito com o treinador Louis van Gaal. O técnico insistia em posicionar o brasileiro como ponta-esquerda enquanto que sua preferência era por jogar mais centralizado. Segundo Rivaldo: "Fazia três anos que ele me fazia jogar pela ponta-esquerda e eu sempre fui um 10, não um 11. Eu me rebelei e, em uma partida contra o Atlético de Madrid, troquei de roupa, fui embora e ele ficou muito bravo". Em seguida, o jogador brasileiro foi deixado no banco numa partida contra o Rayo Vallecano. Segundo Van Gaal, Rivaldo no dia seguinte ao prêmio declarou que a partir dali ele jogaria de camisa 10 e não mais de ponta. O técnico ficou furioso com a arrogância e irritado porque o craque não reconhecia a contribuição da equipe para a sua vitória na Bola de Ouro. Van Gaal acabou demitido no final da temporada, mas retornou em 2002 e pediu a venda de Rivaldo. O jogador respondeu: "Ele está com inveja porque ganhei uma Copa do Mundo pela qual ele nem conseguiu se classificar."

### Milan e Cruzeiro
Em junho de 2002, ainda antes da Copa, o Barcelona liberou Rivaldo de seu contrato um ano antes de seu término, e o brasileiro mostrou-se satisfeito, pois a equipe estava recontratando seu desafeto, o treinador neerlandês Louis van Gaal. Sendo assim, em julho ele assinou um contrato de três anos com o Milan. Mesmo tendo participado dos títulos da Copa da Itália e da Liga dos Campeões da UEFA, estava insatisfeito com a reserva no clube italiano. Não parecia contar com a simpatia do técnico Carlo Ancelotti, que não havia ordenado a contratação do brasileiro (e sim o presidente Silvio Berlusconi). Rivaldo, que já disputava posição com o português Rui Costa, perdeu mais espaço ainda com a surpreendente grande fase que Kaká apresentou assim que chegou aos rossoneri, em meados de 2003.
Resolveu voltar ao Brasil no início de 2004, por indicação do treinador Vanderlei Luxemburgo que o convenceu a descartar propostas europeias para jogar no clube, sendo a grande contratação do Cruzeiro para a disputa da Copa Libertadores da América. Antes, inclusive, de acertar com os mineiros, Rivaldo teria sido desejado pelo São Paulo. Entretanto, sua passagem pela equipe foi muito curta; o meia atuou em apenas onze jogos e marcou dois gols. Rivaldo deixou a Raposa no dia 28 de fevereiro, saindo do clube em fidelidade ao técnico Vanderlei Luxemburgo, que havia sido demitido um dia antes do clássico contra o rival Atlético Mineiro, após desentendimento com a diretoria. O meia frustrou a torcida do Cruzeiro, que esperava o Rivaldo que tinha brilhado na Copa do Mundo de 2002.

### Olympiacos e AEK Atenas
Assinou então com o clube grego Olympiacos, conquistando três Campeonatos Gregos e duas Copas da Grécia. Rivaldo assim como na Espanha marcou gols e jogadas memoráveis, incluindo uma fantástica apresentação na final da copa com uma bola bem colocada de uma posição muito difícil perto da bandeira do escanteio. Rivaldo também marcou dois gols memoráveis de falta na temporada: o primeiro foi no derby local contra o outro gigante do país — o Panathinaikos — e o segundo contra o clube inglês Liverpool, na Copa da UEFA.
Entretanto, sua curta passagem pelo Cruzeiro e a pouca visibilidade do futebol grego no Brasil acabaram custando-lhe a vaga na Seleção Brasileira. Sua última partida foi contra o Uruguai, num empate por 3–3 em novembro de 2003, já pelas eliminatórias da Copa do Mundo FIFA de 2006. Contudo, apenas três meses após renovar seu contrato, Rivaldo resolveu deixar o clube alegando falta de pagamentos, afirmando que lhe era devido aproximadamente trezentos e noventa mil euros.
Acabou acertando com o rival AEK Atenas, onde jogou uma temporada. Para o seu desgosto, o título grego é perdido nos tribunais para o seu ex-clube, que ganhou os pontos de uma derrota para uma equipe que utilizara um jogador que foi pego no antidoping — o suficiente para o Olympiacos ultrapassar em dois pontos o AEK na tabela.

### Bunyodkor

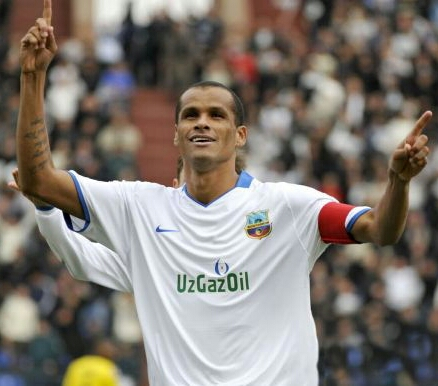
Rivaldo atuando pelo Bunyodkor em 2010

Após quatro temporadas no futebol grego, transferiu-se para o Bunyodkor, do Uzbequistão, por dez milhões de euros, dando grande visibilidade ao time asiático.
Em 11 de agosto de 2010, após dois anos no país, conquistando um bicampeonato nacional e uma copa, anunciou a rescisão do contrato com o clube.

### Retorno ao Brasil e passagem pelo São Paulo
Em novembro de 2010, Rivaldo anunciou que iria disputar o Campeonato Paulista de 2011 pelo Mogi Mirim, clube do qual era também presidente. Entretanto, em janeiro de 2011, acertou com o São Paulo para jogar até o final do ano. Na sua estreia pelo São Paulo, fez o primeiro gol da vitória sobre o Linense por 3–2.
Apesar da boa estreia e dos pedidos intensos da torcida tricolor, Rivaldo não foi mais utilizado pelo treinador Paulo César Carpegiani. Chateado com a situação, veio a público dizer que estava insatisfeito com a reserva no time são-paulino e, após a saída de Carpegiani, teve uma boa sequencia de jogos, com Milton Cruz e Adílson Batista. Desde então, fez boas partidas, sendo importante na área de armação do time e conquistando a simpatia de grande parte da torcida. Porém, com a saída de Adílson do comando e a chegada de Emerson Leão, o pentacampeão não teria maiores chances.
Em 1 de dezembro, Rivaldo oficializou, por meio de sua conta no Twitter, que seu contrato não seria renovado pelo São Paulo para 2012.

### Kabuscorp
Em 2012 acertou com o Kabuscorp, de Angola, por um valor estipulado pela mídia local em torno de cinco milhões de dólares, uma das maiores contratações da história do futebol africano. No dia 5 de novembro, Rivaldo anunciou o fim do seu contrato com o Kabuscorp, e havia rumores sobre a sua aposentadoria.

### São Caetano
No dia 16 de janeiro de 2013, o presidente do São Caetano, Nairo Ferreira de Souza, confirmou a contratação de Rivaldo para 2013. O jogador foi apresentado no dia 22, na sede social do Azulão. Em 9 de fevereiro, na sua estreia com a camisa do time do ABC paulista, diante do Corinthians, no Pacaembu, o pentacampeão também fez seu primeiro gol pela nova agremiação, o responsável por inaugurar o marcador do jogo, que terminaria empatado por 2–2.
Rescindiu seu contrato com o São Caetano no dia 7 de novembro, alegando dores no joelho.

### Mogi Mirim
Em janeiro de 2014, reestreou no Mogi Mirim jogando pelo Campeonato Paulista e atuou algumas partidas ao lado do seu filho Rivaldinho.

### Aposentadoria
No dia 15 de março de 2014, por meio de seu Instagram, anunciou que sua carreira de jogador chegou ao fim. "Com lágrimas nos olhos hoje gostaria de primeiramente agradecer a Deus, minha família e a todos pelo apoio, pelo carinho que recebi durante esses 24 anos como jogador. Hoje venho comunicar a todos os torcedores do mundo que minha história como jogador chegou ao fim", escreveu ele.

### Retorno aos gramados
No dia 23 de junho de 2015, o jogador resolveu voltar aos gramados para ajudar o time que presidia, o Mogi Mirim, a sair da situação que se encontrava, estando na zona do rebaixamento da Série B. No dia 14 de julho, em sua segunda partida após o retorno, Rivaldo teve grande atuação jogando ao lado do filho Rivaldo Júnior. O meia marcou um gol e viu seu filho Rivaldinho marcar mais dois na vitória por 3–1 sobre o Macaé.

### Aposentadoria definitiva
Em 12 de agosto de 2015, quase dois meses após retomar a carreira profissional, Rivaldo anunciou novamente sua aposentadoria, agora em definitivo. Aos 43 anos, o meia decidiu que não iria mais se submeter às sessões de infiltração no joelho direito para atuar pelo Mogi Mirim na Série B do Brasileiro. A decisão aconteceu pouco menos de um mês após renunciar ao cargo de presidente do clube.

## Seleção Nacional

### Início
Em 1993, após o destaque pelo Corinthians no Campeonato Brasileiro, onde faturou a Bola de Prata e esteve na seleção dos melhores do campeonato, Rivaldo recebeu em dezembro daquele ano sua primeira convocação para a Seleção Brasileira. Logo em sua estreia pela Amarelinha, o jogador marcou o gol da vitória num amistoso contra o México. Em 1994, Rivaldo tinha grandes chances de integrar o plantel convocado por Carlos Alberto Parreira que faturou o tetra na Copa do Mundo realizada nos Estados Unidos; entretanto, não foi bem no Paulistão.

### Jogos Olímpicos de 1996
Após um excelente Campeonato Paulista em 1996, Rivaldo disputaria, como um dos três jogadores acima de 23 anos do elenco brasileiro, as Olimpíadas de Atlanta. Nas semifinais contra a Nigéria, em que o Brasil perdeu por 3–1, o jogador foi apontado como o principal culpado pela eliminação do Brasil. Crucificado na derrota por ter errado um passe que resultou em um dos gols dos africanos na prorrogação, Rivaldo viu a Seleção Brasileira ficar com a medalha de bronze. Eleito o pior jogador brasileiro na Olimpíada, por 33% dos entrevistados pelo instituto Datafolha, o meia-atacante ficou um ano sem vestir a camisa verde e amarela.

### A afirmação
Em 1997, Rivaldo voltou à Seleção Brasileira foi convocado por Zagallo para a disputa da Copa das Confederações. Apesar da boa atuação no torneio conquistado pelo Brasil, o meia não marcou nenhum gol.
Finalmente, no ano seguinte, Rivaldo seria convocado para uma Copa do Mundo FIFA. No mundial da França, o camisa 10 teve grande desempenho com jogadas de efeito e assistências — marcou três gols, mas pouco pôde fazer na derrota ante aos anfitriões franceses na final.
Em 1999, Rivaldo conquistou a Copa América realizada no Paraguai, sendo premiado como melhor jogador da competição. Com cinco gols, o camisa 10 foi artilheiro ao lado de Ronaldo. Ainda assim, enfrentava desconfiança da imprensa brasileira e chegou a ser criticado pelo jornalista Juca Kfouri: "Ou o futebol está vivendo uma enorme crise técnica, ou Rivaldo não é o melhor do mundo. E não é. Rivaldo chuta muito bem, cabeceia muito bem, é forte, vigoroso e capaz de jogadas eletrizantes, sem dúvida. Além de disputar um campeonato que é uma festa, o Espanhol. Mas tem um defeito fatal para quem joga na região do gramado em que joga: não tem visão de jogo, não sabe bem o que acontece numa partida de futebol. Numa palavra, Rivaldo não tem inteligência suficiente para jogar por ali. E não há treinamento que dê jeito nisso".
Nos anos de 2000 e 2001, disputando as Eliminatórias da Copa do Mundo de 2002, Rivaldo foi muito criticado pela torcida brasileira, pois o seu futebol no Barcelona estava muito superior ao que vinha apresentando na Seleção. O jogador, então, começou a se desgastar com as ofensas e vaias dos torcedores; após um jogo contra a Colômbia, no Estádio do Morumbi, Rivaldo chegou a declarar que não iria mais defender o Brasil. Durante a partida, o meia foi hostilizado pela torcida que lotou o estádio. Ainda assim, Rivaldo terminaria as Eliminatórias como vice artilheiro geral do torneio, com oito gols, empatado com Romário e atrás de Hernán Crespo e Agustín Delgado. Os gols, no entanto, não o pouparam das críticas de dois ex-jogadores e comentaristas. Tostão, campeão mundial com o Brasil em 1970, afirmou: Rivaldo não organiza nada. Não toca a bola de primeira e atrasa o ataque. Ele só quer fazer gol. Só pensa nisso. Rivaldo é um desses jogadores que nunca será um consenso, um ídolo. Na mesma ou em diferentes partidas, é um craque e um perna-de-pau. Caso típico de dupla personalidade (em campo)". Já o comentarista Neto, ídolo do Corinthians, se mostrou contrário à convocação de Rivaldo para a Copa do Mundo de 2002.

### Copa do Mundo de 2002
Apesar das críticas, Rivaldo foi bancado pelo treinador Luiz Felipe Scolari, convocado, e mais uma vez vestiu a camisa 10 brasileira em uma Copa do Mundo. No mundial realizado na Coreia do Sul e no Japão, o meio-campista foi um dos principais responsáveis por liderar o Brasil rumo ao pentacampeonato. Rivaldo logo destacou-se na fase de grupos, tendo marcado três gols, um em cada jogo, além de ter contribuído com assistências. Continuou decisivo na fase de mata-mata marcando um golaço, o primeiro gol da vitória por 2–0 nas oitavas de final, no duro jogo contra a Bélgica. Também foi seu o gol de empate contra a favorita Inglaterra, nas quartas de final, após receber passe e finalizar depois de uma ótima jogada de Ronaldinho Gaúcho, já no final do primeiro tempo. Rivaldo chegou às semifinais tendo marcado em todas as partidas, o que lhe dava chances de igualar o feito de Jairzinho, que, na Copa do Mundo de 1970, fizera gols em todos os jogos do Brasil e terminou campeão. Na disputa pela vaga na final, em novo jogo contra a Seleção Turca, Rivaldo acabou jogando bem, mas não balançou as redes.
O meia voltou a ser fundamental na grande final, contra a Alemanha, tendo participado ativamente dos dois gols da vitória que deu o pentacampeonato à Seleção Brasileira: no lance do primeiro gol, desferiu um forte chute de meia distância que o goleiro Oliver Kahn não conseguiu segurar, deixando o rebote livre para Ronaldo abrir o placar. Poucos minutos depois, atraiu a defesa alemã ao receber um passe de Kléberson, porém abriu as pernas e deixou a bola passar para Ronaldo, livre de marcação, marcar o segundo. Após a final, Rivaldo era favoritíssimo para ganhar o prêmio de melhor jogador, que ficou com Oliver Kahn. Além das boas atuações e dos cinco gols marcados, Rivaldo encerrou a Copa do Mundo sendo eleito pela FIFA para a seleção dos melhores do torneio.
Rivaldo atuou pela Seleção Brasileira até 2004, já sem espaço devido à grande fase de Kaká, Ronaldinho e Juninho Pernambucano, seus principais concorrentes. No total, o pernambucano realizou 75 jogos e marcou 38 gols pelo Brasil.

## Pós-aposentadoria
Aos 44 anos, acertou com o Barcelona para defender agora o time de "lendas" do clube, formado por ex-jogadores. Trata-se do "FCB Legends", equipe de veteranos que faz partidas pelo mundo para globalizar ainda mais a marca Barcelona. O acordo foi firmado durante visita de Rivaldo ao Barça. Ele participou do evento de lançamento do game PES 2017, que tem parceria entre o clube e a Konami. O Barcelona anunciou nesta também ligação oficial com Rivaldo e revelou que existe uma negociação em curso para que o ex-meia se torne embaixador da Fundação FC Barcelona no Brasil, que promove projetos sociais no país.

## Estatísticas
Atualizadas até 28 de outubro de 2017

### São Paulo
| Equipe            | Temporada         | Campeonato nacional | Campeonato nacional | Copa nacional | Copa nacional | Competições continentais [b] | Competições continentais [b] | Outros torneios [c] | Outros torneios [c] | Total | Total |
| Equipe            | Temporada         | Jogos               | Gols                | Jogos         | Gols          | Jogos                        | Gols                         | Jogos               | Gols                | Jogos | Gols  |
| ----------------- | ----------------- | ------------------- | ------------------- | ------------- | ------------- | ---------------------------- | ---------------------------- | ------------------- | ------------------- | ----- | ----- |
| São Paulo         | 2011              | 30                  | 5                   | 4             | 0             | 3                            | 1                            | 9                   | 1                   | 46    | 7     |
| São Paulo         | Total             | 30                  | 5                   | 4             | 0             | 3                            | 1                            | 9                   | 1                   | 46    | 7     |
| Total na carreira | Total na carreira | 30                  | 5                   | 4             | 0             | 3                            | 1                            | 9                   | 1                   | 46    | 7     |

- b. ^ Jogos da Copa Sul-Americana
- c. ^ Jogos do Campeonato Paulista

## Títulos
Santa Cruz
- Campeonato Pernambucano: 1990

Corinthians
- Copa Bandeirantes: 1994

Palmeiras
- Campeonato Brasileiro: 1994
- Campeonato Paulista: 1996
- Copa Euro-América: 1996

Deportivo la Coruña
- Troféu Teresa Herrera: 1997

Barcelona
- Supercopa da UEFA: 1997
- Copa do Rei: 1997–98
- La Liga: 1997–98 e 1998–99

Milan
- Copa da Itália: 2002–03
- Liga dos Campeões da UEFA: 2002–03
- Supercopa da UEFA: 2003

Cruzeiro
- Campeonato Mineiro: 2004

Olympiacos
- Super Liga Grega: 2004–05, 2005–06 e 2006–07
- Copa da Grécia: 2004–05 e 2006–07

Bunyodkor
- Campeonato Uzbeque: 2008, 2009 e 2010
- Copa do Uzbequistão: 2008 e 2010

Seleção Brasileira
- Copa Umbro: 1995
- Jogos Olímpicos: medalha de bronze em 1996
- Copa das Confederações FIFA: 1997
- Copa América: 1999
- Copa do Mundo FIFA: 2002

### Prêmios individuais
- Bola de Prata da revista Placar: 1993 e 1994
- Melhor Jogador Campeonato Paulista: 1996
- Prêmio Don Balón (melhor jogador estrangeiro da La Liga): 1997–98
- Seleção da Copa do Mundo FIFA: 1998 e 2002[65]
- Sexto Melhor Jogador do Mundo pela FIFA: 1998
- Melhor jogador da Copa América de 1999
- Melhor Jogador do Mundo pela World Soccer: 1999
- Ballon d'Or: 1999
- Onze d'Or: 1999
- Melhor Jogador do Mundo pela FIFA: 1999
- Equipe da Temporada pela ESM: 1998–99 e 1999–00
- Maior Artilheiro Internacional do Mundo pela IFFHS: 2000 (21 gols)
- Terceiro melhor Jogador do Mundo pela FIFA: 2000
- Quinto melhor Jogador do Mundo pela FIFA: 2001 e 2002
- FIFA 100: 2004[70]
- Melhor jogador da Super Liga Grega (Campeonato Grego): 2005, 2006 e 2007
- Melhor jogador estrangeiro da Super Liga Grega (Campeonato Grego): 2005, 2006 e 2007
- Melhor jogador estrangeiro do Campeonato Angolano: 2012

### Artilharias
- Copa Euro-América: 1996 (4 gols)
- Supercopa da UEFA de 1997 (1 gol)
- Copa do Rei: 1997–98 (8 gols)
- Copa América: 1999 (5 gols)
- Liga dos Campeões da UEFA: 1999–00 (10 gols)
- Campeonato Uzbeque: 2009 (20 gols)

### Vice artilharias
- Campeonato Brasileiro: 1994 (14 gols)
- Copa do Brasil: 1996 (5 gols)
- Troféu Teresa Herrera 1997: (2 gols)
- La Liga: 1997–98 (19 gols), 1998–99 (24 gols) e 2000–01 (23 gols)
- Copa da UEFA: 2000–01 (5 gols)
- Liga dos Campeões da UEFA: 2000–01 (6 gols)
- Eliminatórias da Copa do Mundo FIFA de 2002 - América do Sul (8 gols)
- Copa do Mundo FIFA: 2002 (5 gols)
- Super Liga Grega: 2006–07 (17 gols)

### Outros destaques em artilharias e gols
- Quarto artilheiro do Campeonato Brasileiro de 1993 (11 gols)
- Quarto artilheiro do Campeonato Paulista de 1996 (18 gols)
- Quarto artilheiro da La Liga: 1996–97 (21 gols)
- Quarto artilheiro do Copa do Mundo FIFA 1998: (3 gols)
- Terceiro artilheiro do Campeonato Angolano: 2012 (11 gols)
- Décimo maior artilheiro da Seleção Brasileira: 37 gols
- Segundo brasileiro com mais gols na Liga dos Campeões da UEFA: 31 gols
- Brasileiro com mais gols pelo Barcelona: 130 gols
- Oitavo maior artilheiro do Barcelona em jogos oficiais: 130 gols
- Oitavo maior artilheiro do Barcelona no La Liga: 87 gols
- Segundo maior artilheiro pelo Barcelona em partidas internacionais oficiais: 31 gols
- Sexto brasileiro com mais gols em Copas do Mundo: 8 gols

#### Gols em Copa do Mundo FIFA
| #  | Data                | Local                                         | Adversário | Placar | Nº de gols | Edição |
| -- | ------------------- | --------------------------------------------- | ---------- | ------ | ---------- | ------ |
| 1. | 16 de junho de 1998 | Stade de la Beaujoire, Nantes, França         | Marrocos   | 3–0    | 1          | 1998   |
| 2. | 3 de julho de 1998  | Stade de la Beaujoire, Nantes, França         | Dinamarca  | 3–2    | 2          | 1998   |
| 3. | 3 de junho de 2002  | Munsu Cup Stadium, Ulsan, Coreia do Sul       | Turquia    | 2–1    | 1          | 2002   |
| 4. | 8 de junho de 2002  | Jeju World Cup Stadium, Jeju, Coreia do Sul   | China      | 4–0    | 1          | 2002   |
| 5. | 13 de junho de 2002 | Suwon World Cup Stadium, Suwon, Coreia do Sul | Costa Rica | 5–2    | 1          | 2002   |
| 6. | 17 de junho de 2002 | Estádio Kobe Wing, Kobe, Japão                | Bélgica    | 2–0    | 1          | 2002   |
| 7. | 21 de junho de 2002 | Estádio Shizuoka Ecopa, Fukuroi, Japão        | Inglaterra | 2–1    | 1          | 2002   |